# شبتای توت
شبتای تِوِت (انگلیسی: Shabtai Teveth؛ عبری: שבתי טבת‎؛ ۱۹۲۵–۱ نوامبر ۲۰۱۴) مورخ و نویسنده اسرائیلی بود.
توت در سال ۱۹۲۵ به دنیا آمد و در محله کارگری در معدن میگدال (عبری: מגדל אפק‎)، جایی که پدرش در نزدیکی پتخ تیکوا کار می‌کرد، بزرگ شد. او در سال ۱۹۵۰ به عنوان روزنامه‌نگار برای روزنامه هاآرتص شروع به کار کرد و در نهایت به خبرنگار سیاسی آن تبدیل شد. او در سال ۱۹۸۱ به عنوان محقق ارشد در مرکز مطالعات خاورمیانه و آفریقا موشه دایان در دانشگاه تل آویو منصوب شد.
مناخیم بگین - اولین نخست‌وزیر اسرائیل که از جنبش تجدیدنظرطلب انتخاب شد - پس از انتشار تحقیقات خود در مورد قتل حییم آرلو سوروف، در سال ۱۹۸۲، به کمیسیون قضایی تحقیق دستور داد که به این نتیجه رسید که توت اشتباه کرده‌است که احتمال داده دو تجدیدنظرطلب قتل را انجام داده باشند.
توت در بیوگرافی دیوید بن گوریون استدلال می‌کند که بن گوریون سیاست انتقال جمعیت را در پی نگرفته‌است.
در سال ۲۰۰۵، توت به خاطر «دستاورد مادام العمر و کمک ویژه به جامعه و دولت» جایزه اسرائیل را دریافت کرد.

## آثار منتشر شده
- The tanks of Tammuz. Tel Aviv: Schocken. 1968. (English: The tanks of Tammuz. Viking Press. 1969.) An account of Israel's Armoured Corps during the 1967 war.
- The cursed blessing: the story of Israel's occupation of the West Bank. Weidenfeld & Nicolson. 1969. ISBN 0-297-00150-7. - Translated from Hebrew to English by Myra Bank (1970).
- Moshe Dayan: the soldier, the man, the legend. Schocken. 1971. (English: Moshe Dayan: the soldier, the man, the legend. Houghton Mifflin. 1973. ISBN 0-7043-1080-5.)
- Kin'at David (David's Jealousy). Schocken. 1980. Two volumes.
- רצח ארלוזורוב [The Arlosoroff Murder] (به عبری). Schocken. 1982. ISBN 9789651900815. Retrieved 26 June 2011.
- Ben-Gurion and the Palestinian Arabs: from peace to war. Oxford University Press. 1985. ISBN 978-0-19-503562-9.
- The Incarnations of Transfer in Zionist Thinking 1988. (Hebrew), Ha'aretz.
- Charging Israel With Original Sin (www.commentarymagazine.com/articles/shabtai-teveth/charging-israel-with-original-sin/)
- The evolution of "transfer" in Zionist thinking. Moshe Dayan Center for Middle Eastern and African Studies, Shiloah Institute, Tel Aviv University. 1989.
- Ben-Gurion and the Holocaust. Harcourt Brace & Co. 1996.
- The Burning Ground. Tel Aviv: Schocken. 1997. Two Volumes. Biography of David Ben-Gurion.
- Ben-Gurion's spy: the story of the political scandal that shaped modern Israel. Columbia University Press. 1996. ISBN 978-0-231-10464-7.

## جوایز
- ۱۹۸۸: جایزه ملی کتاب یهودی در بخش اسرائیل برای کتاب «بن گوریون: زمین سوزان» (انگلیسی: Ben Gurion: The Burning Ground)[۳]